# Kallnach
Kallnach (fr. Chouchignies) – gmina (niem. Einwohnergemeinde) w Szwajcarii, w kantonie Berno, w regionie administracyjnym Seeland, w okręgu Seeland. 1 stycznia 2013 do gminy przyłączono gminę Niederried bei Kallnach, a 1 stycznia 2019 gminę Golaten.
Gmina została po raz pierwszy wspomniana w dokumentach w 1231 roku jako apud Calnachon. W 1269 została wspomniana jako Calnachon.

## Demografia
W Kallnach mieszkają 2252 osoby. W 2020 roku 9,3% populacji gminy stanowiły osoby urodzone poza Szwajcarią.
W 2000 roku 96,0% populacji (1 416 osób) mówiło w języku niemieckim, 1,1% (15 osób) w języku albańskim, a 0,8% (12 osób) w języku francuskim.
Zmiany w liczbie ludności na przestrzeni lat przedstawia poniższy wykres:

## Transport
Przez teren gminy przebiega droga główna nr 22.